# 木下尊惇
木下 尊惇（きのした たかあつ、1963年 - ）は日本のフォルクローレギタリスト。愛知県蒲郡市出身。

## 略歴
ボリビアのチャランゴ奏者、エルネスト・カブールは彼の経営するフォルクローレのライヴハウス「ペーニャ・ナイラ」で、若手の優秀なメンバーを集めて「グルーポ・ナイラ」を結成し、そこで若手に機会を与え、経験を積ませ、独り立ちできるように力を貸していた。その中の一人が木下尊惇である。